# Urocteana poecilis
Genre
Espèce
Urocteana poecilis, unique représentant du genre Urocteana, est une espèce d'araignées aranéomorphes de la famille des Oecobiidae.

## Distribution
Cette espèce est endémique du Sénégal.

## Publication originale
- Roewer, 1961 : Opilioniden und Araneen, Le Parc National de Niokolo-Koba, 2. Mémoire de l'Institut français d'Afrique Noire, vol. 62, p. 33-81.